# Емельяновский сельский совет (Крым)
Емельяновский сельский совет (укр. Омелянівська сільська рада, крымскотат. Емельяновка кой шурасы) — административно-территориальная единица в Нижнегорском районе в составе АР Крым Украины (фактически до 2014 года), ранее до 1991 года — в  составе Крымской области УССР в СССР, до 1954 года — в составе Крымской области РСФСР в СССР, до 1945 года — в составе Крымской АССР РСФСР в СССР.
Население по переписи 2001 года составляло 1681 человек. Территория сельсовета находится на северо-востоке района, в степном Крыму, недалеко от устья Салгира.
К 2014 году сельсовет включал одно село — Емельяновку.

## История
Емельяновский сельсовет был образован в начале 1920-х годов в составе Ичкинского района Феодосийского уезда, а в 1922 году уезды получили название округов. 11 октября 1923 года, согласно постановлению ВЦИК, в административное деление Крымской АССР были внесены изменения, в результате которых округа были отменены, Ичкинский район упразднили, включив в состав Феодосийского. По результатам всесоюзной переписи 17 декабря 1926 года Емельяновский сельский совет включал 7 населённых пунктов с населением 2280 человека.
Постановлением ВЦИК «О реорганизации сети районов Крымской АССР» от 30 октября 1930 года был создан Сейтлерский район (по другим сведениям 15 сентября 1931 года) и совет передали в его состав. С 25 июня 1946 года совет в составе Крымской области РСФСР, а 26 апреля 1954 года Крымская область была передана из состава РСФСР в состав УССР. На 15 июня 1960 года в составе сельсовета числились населённые пункты:
- Дмитриевка
- Емельяновка
- Изобильное
- Кулички

К 1968 году была упразднена Дмитриевка. С 12 февраля 1991 года сельсовет в восстановленной Крымской АССР, 26 февраля 1992 года переименованной в Автономную Республику Крым. После 1977 году создан Изобильненский сельсовет, в который передали Кулички и совет обрёл современный состав. С 21 марта 2014 года в составе Крыма аннексирован Россией. Законом «Об установлении границ муниципальных образований и статусе муниципальных образований в Республике Крым» от 4 июня 2014 года территория административной единицы была объявлена муниципальным образованием со статусом сельского поселения.